# Pećine
Pećine su mjesni odbor Grada Rijeke.

## Vijeće mjesnog odbora
Vijeće mjesnog odbora Pećine sastoji se od pet članova s predsjednicom Miljanom Badurinom (SDP) na čelu.

## Gospodarstvo
- Tower Centar Rijeka

## Šport
- RK Pećine Rijeka

## Vanjske poveznice
- Službene stranice
- Interaktivni zemljovid MO[neaktivna poveznica]